# 1717
1717 (MDCCXVII) var ett normalår som började en fredag i den gregorianska kalendern och ett normalår som började en tisdag i den julianska kalendern.

## Händelser

### Maj
- 27 maj – Vicekungadömet Nya Granada grundas.[1]

### Juli
- 8 juli – En dansk-norsk flotta under Peder Tordenskjold angriper utan framgång Strömstad.

### Augusti
- 3 augusti – Svenskarna avslår ytterligare ett danskt anfall mot Strömstad.

### September
- 29 september – Jordbävning i Guatemala

### Okänt datum
- Görtz avslutar sina fredsförhandlingar.
- Avslöjandet att Georg Heinrich von Görtz under sina utlandsresor haft kontakt med jakobiterna leder till ett brittiskt förbud mot att bedriva handel på Sverige.
- Görtz låter devalvera kopparmynten, för att kortsiktigt stärka statskassan.
- En missväxtperiod på två år börjar i Sverige.
- De svenska pietisterna utger sin egen psalmbok, Mose och Lamsens Wisor.

## Födda
- 13 maj – Maria Theresia, regent över det Habsburgska riket 1740–1780.
- 18 maj – Jean Eric Rehn, svensk arkitekt och gravör.
- 24 september – Horace Walpole, brittisk författare.
- 17 november – Jean d'Alembert, fransk matematiker och filosof.
- 27 december – Pius VI, född Giovanni Angelico Braschi, påve 1775–1799.

## Avlidna
- 13 januari – Maria Sibylla Merian, tysk naturalist, illustratör och entomolog.
- 23 februari – Magnus Stenbock, svensk fältherre (död under dansk fångenskap).[2]

### Fotnoter
1. ↑  World Statesmen
2. ↑  Det hände i dag